# Norman Smith (político)
Henry Norman Smith (31 de janeiro de 1890 - 21 de dezembro de 1962) foi um político britânico filiado ao Partido Trabalhista.